# Otto Sadler
Otto Sadler (* 29. Juli 1917 in Tekendorf in Siebenbürgen; † 22. Januar 1992 in Rostock) war ein deutscher Politiker der Blockpartei CDU der DDR. Er war Vorsitzender des Bezirksverbandes Rostock und nach Friedrich Kind (Bezirksverband Potsdam) der am längsten amtierende Bezirksvorsitzende der CDU (1952–1982) in der DDR.

## Leben
Sadler wurde als Sohn des Pfarrers Otto Sadler geboren. Nach Besuch der Volksschule und des Gymnasiums absolvierte er von 1936 bis 1939 eine Lehre zum Bankkaufmann und wurde anschließend zum Kriegsdienst in die Wehrmacht eingezogen. 
Nach kurzer Kriegsgefangenschaft kehrte er nach Deutschland in die Sowjetische Besatzungszone zurück. In Hagenow, wo sein Vater als evangelischer Pfarrer zusammen mit dem katholischen Ortsgeistlichen einen Ortsverband der CDU ins Leben gerufen hatte, wurde Sadler 1945 Mitglied der CDU. Sadler war fortan Ortsgeschäftsführer, dann Kreisgeschäftsführer und schließlich von 1946 bis 1952 Kreisvorsitzender. Seit 1946 hatte Sadler Mandate in der Stadtverordnetenversammlung und im Kreistag Hagenow inne, 1947 rückte er für Wilfried Parge, der infolge der Gleichschaltung der CDU in den Westen geflohen war, in den mecklenburgischen Landtag nach. Das Mandat hatte er bis 1950 inne. Während der Parteisäuberung und Gleichschaltung der CDU in den Jahren 1949/1950 stellte sich Sadler auf die Seite der prokommunistischen Kräfte. Deshalb wurde der Jungfunktionär auf dem Landesparteitag 1950 zum Stellvertreter des Vorsitzenden Reinhold Lobedanz gewählt. Bei den Einheitslistenwahlen im Oktober 1950 erhielt Sadler ein Volkskammermandat, das er bis 1963 wahrnahm. Nach Auflösung des Landesverbandes Mecklenburg avancierte Otto Sadler 1952 zum Vorsitzenden des CDU-Bezirksverbandes Rostock und blieb bis zu seiner Pensionierung 1982 im Amt. Insbesondere in den 1950er Jahren kritisierte die SED-Bezirksleitung mehrfach Sadlers Nachgiebigkeit, beließ ihn aber im Amt. Bei den Mitgliedern war er deshalb relativ beliebt. Von 1954 bis 1987 war Sadler Mitglied des Hauptvorstandes der CDU.

## Auszeichnungen
- Silberne Plakette (1955) und Goldene Ehrennadel des Deutschen Friedensrates (1956)
- Verdienstmedaille der DDR
- Vaterländischer Verdienstorden in Bronze (1959), in Silber (1977) und in Gold (1982)
- Ehrenmedaille der Nationalen Front (1981)
- Ehrenspange zum Vaterländischen Verdienstorden in Gold (1987)[1]